# Hesperophylax magnus
Hesperophylax magnus is een schietmot uit de familie Limnephilidae. De soort komt voor in het Neotropisch en het Nearctisch gebied.